# قطعنامه ۱۷۸۴ شورای امنیت
قطعنامه ۱۷۸۴ شورای امنیت سازمان ملل متحد که در تاریخ ۳۱ اکتبر ۲۰۰۷ تصویب شد، سندی بین‌المللی دربارهٔ گزارش دبیر کل سازمان ملل دربارهٔ سودان است. این قطعنامه طی نشست ۵۷۷۴ام با ۱۵ رای موافق، ۰ مخالف و ۰ ممتنع تصویب شد.